# Ulica Kazimierza Lipińskiego w Sanoku
Ulica Kazimierza Lipińskiego w Sanoku – ulica w dzielnicy Posada miasta Sanoka.

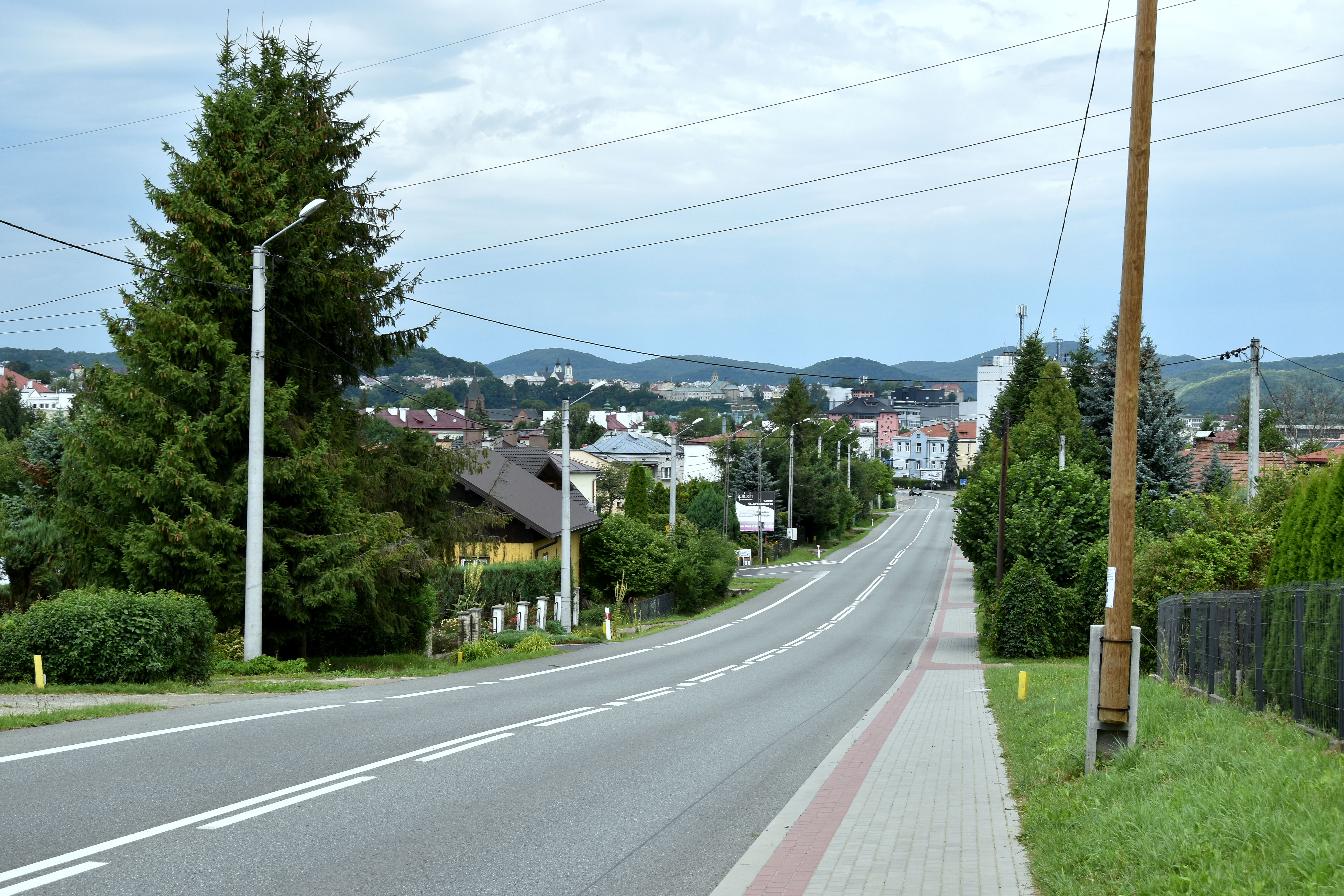
Ulica Lipińskiego od strony wschodniej

Biegnie od przejazdu kolejowo-drogowego – odchodząc od ulicy Jagiellońskiej – aż do zachodniego krańca miasta u zbiegu z Zahutyniem.

## Historia
Pierwotnie w gminie Posada Olchowska (przyłączona do Sanoka w 1931) istniała arteria pod zwyczajową nazwą „stara droga”, biegnąca wzdłuż Potoku Stróżowskiego (obecna ulica Hugona Kołłątaja). Obecna ulica Kazimierza Lipińskiego ukształtowała się i przebiega równolegle obok. Pierwotnie nosiła nazwę ulicy Głównej. Obecna nazwa została nadana uchwałą rady miejskiej we wrześniu 1911 po śmierci Kazimierza Lipińskiego, założyciela sanockiej Fabryki Wagonów, prekursora Autosanu.
Podczas II wojny światowej w okresie okupacji niemieckiej ulica funkcjonowała pod przemianowanym niemieckojęzycznym adresem Lipińskistrasse. W pierwszych latach PRL pojawiły się projekty przemianowania nazwy ulicy: w 1948 na ulicę Józefa Stalina i w 1951 na ulicę Wielkiego Proletariatu; w obu przypadkach zaprotestowała radna Maria Kril, zmian nazwy ulicy nie zrealizowano.

## Zabudowa ulicy
W latach 30. w okresie II Rzeczypospolitej pod numerem 29 ulicy funkcjonowała poczta.
- Przychodnia zdrowotna pod numerem 10[10]. Budynek wznoszony od lat 60.[11]. W 1971 budowa obiektu była na ukończeniu (koszt inwestycji przekroczył 6 mln zł.)[12].
- Budynek pod numerem 19. Działa w nim prywatna przychodnia weterynaryjna[13], otwarta w 1992[14].
- Dworzec autobusowy (pod numerem 31).
- Kapliczka pod wezwaniem Opatrzności Bożej z 1. poł XIX wieku (zwana „kapliczką Pani Ryniakowej” od nazwiska fundatorki), położona przy zajezdni dworca autobusowego[15]. W 1972 obiekt pod numerem 23, stanowiący kaplicę murowaną z 1. poł. XIX wieku, został włączony do uaktualnionego wówczas spisu rejestru zabytków Sanoka[16]. Kapliczka pod numerem 23 ulicy została wpisana do gminnego rejestru zabytków miasta Sanoka, opublikowanego w 2015[17].
- Dom pod numerem 37. Budynek wpisany do gminnego rejestru zabytków miasta Sanoka, opublikowanego w 2015[17].
- Kościół Najświętszego Serca Pana Jezusa i parafia pod tym wezwaniem (pod numerem 54). Budynek wpisany do gminnego rejestru zabytków miasta Sanoka, opublikowanego w 2015[17].
- Pawilon handlowy pod numerem 56, pod nazwą „As”[18]. Budynek pawilonu WSS został oddany do użytku w lipcu 1974[19]. Odremontowany w 2000[20].
- Budynek szkolny pod numerem 63 ulicy. Wybudowany w 1931[21]. W przeszłości działały w nim szkoły: im. Klementyny Hoffmanowej 40[22][23][24], im. Tadeusza Kościuszki[25], Szkoła Koedukacyjna nr 6 im. Tadeusza Kościuszki[26], Szkoła Podstawowa nr 6. Po reformie szkolnej w budynku podjęło działalność Gimnazjum Nr 3 w Sanoku[27][28].
- Dom gminny Posady Olchowskiej (pod numerem 71). Budynek został wpisany do gminnego rejestru zabytków miasta Sanoka, opublikowanego w 2015[29].
- Zabudowania administracyjno-zakładowe fabryki maszyn, wagonów i autobusów (późniejszy Autosan):
  - Nieistniejące zabudowania administracyjno-fabryczne, w tym dyrekcja, pochodzące z przełomu XIX/XX wieku[30][31][32][33]; u schyłku II wojny światowej w okresie nadejścia frontu wschodniego Niemcy, wycofując się w nocy 8/9 sierpnia 1944 dokonali zaplanowanego zniszczenia powierzchni fabrycznych[34][35][36][37].
  - Budynek pod numerem 105. Pierwotnie należący do rodziny Bar, której przedstawiciel był kowalem[38]. Później siedziba dyrekcji Autosanu[39].
  - Główny budynek biurowy Autosanu pod numerem 109[40][41].
- W okresie PRL pod numerem 114 działała restauracja „Robotnik”[42]. W 1996 w budynku pod obecnym numerem 116 uruchomiono hotel i restaurację „Autosan – Sanlux”[43].
- Rejon energetyczny w Sanoku: w okresie PRL pod numerem 123[44], obecnie pod numerem 138[45].
- Cmentarz Posada.
- Kapliczka przy zbiegu ulic Kazimierza Lipińskiego i Murarskiej.